# Brouria
Brouria (en hébreu : ברוריה) est l'une des sages du Talmud et l'une des rares femmes citées dans la Gémara (Talmud).

## Biographie
Brouria est la fille du rabbin Haninah ben Teradion, l'un des « Dix Martyrs », brûlé vif enveloppé dans un Sefer Torah sur ordre de l'empereur romain Hadrien d'après le midrash homonyme. Elle épouse Rabbi Meïr, l'un des plus éminents tannaïm du IIe siècle.

## Réputation comme sage du Talmud
Brouria est admirée pour l’étendue de sa connaissance tant de la halakha que de l'aggada. Elle est présentée comme étant dotée d'une grande mémoire : le traité Pessahim relate qu'elle a appris de rabbins 300 halachot en un seul jour nuageux.
Brouria était impliquée dans les discussions de l'époque sur la halakha, et conteste l'interprétation de son père en matière de rituel de pureté.
Ses commentaires sont salués par Rabbi Judah ben Bava[réf. souhaitée] et Rabbi Joshua.
Le Talmud rapporte que Rabbi Jose lui demande «באיזו דרך נלך ללוד» (« Par quel chemin nous rendons-nous à Lod ? ») ; elle lui indique qu'il aurait pu demander la même chose en seulement deux mots, «באיזה ללוד» (« Par où pour Lod ? »), au lieu de quatre, et ainsi respecter l'injonction du Talmud faite aux femmes de ne pas parler sans raison .
D'après le Midrash sur le Livre des Psaumes 118, elle enseigne à son mari de prier pour le repentir des méchants, au lieu de prier pour leur destruction : rentrant chez elle, elle découvre Rabbi Meir priant pour qu'un voisin ennuyant décède ; consternée, elle explicite le verset des Psaumes, « Que les pécheurs soient ôtés de la terre! Que les méchants n'existent plus ! », comme devant être compris comme « Que le pêché soit ôté de la terre ! » et que les méchants ne sont plus car ils se sont repentis. Une autre interprétation du passage, compatible avec la Massorah, veut qu'elle explique que le verset réfère aux pêcheurs habituels et non à celui ayant pêché.
Le Midrash sur le Livre des Proverbes la décrit comme dotée d'une énorme force intérieure : lors de la mort soudaine de ses deux fils le jour du Chabbat, elle attend le lendemain avant de l'annoncer à son mari, afin qu'elle puisse le réconforter. Ce à quoi son mari répond par le verset des Proverbes « Qui peut trouver une femme vertueuse ? Elle a bien plus de valeur que les perles. ».

## Brouria aujourd'hui
Brouria est l'une des 999 femmes mentionnées sur le socle de l'installation de Judy Chicago The Dinner Party, au niveau de la table de Judith, dans l'aile I.